# Olivier Borel
Olivier Borel (* 27. April 1954 in Joigny) ist ein ehemaliger französischer Fußballspieler.

## Karriere
Borel begann in seiner Heimatstadt Joigny mit dem Fußballspielen und wechselte als Jugendlicher in das Ausbildungszentrum von Olympique Nîmes. In Nîmes rückte er 1974 als 20-Jähriger in den Kader der Erstligamannschaft auf, kam in dieser jedoch nicht zum Einsatz. Dementsprechend leicht fiel es dem Zweitligisten AJ Auxerre mit seinem Trainer Guy Roux, den Spieler 1975 abzuwerben. Eine Vielzahl von Konkurrenten erschwerte es ihm dort, sich im Team etablieren, sodass er zwar sein Profidebüt erreichte, insgesamt aber lediglich auf vier Einsätze kam. Nachdem das zweite Jahr in Auxerre ähnlich verlaufen war, profitierte Borel 1977 von dem Weggang von Christian Roque. Auch wenn er keinen unumstrittenen Stammplatz einnahm, spielte er fortan an der Seite von Lucien Denis deutlich öfter und stand im Pokalfinale 1979, in das sich der Zweitligist gespielt hatte, von Beginn an auf dem Platz. Weil das Spiel mit 1:4 verloren ging, musste Borel ein weiteres Jahr auf den ersten Titel seiner Laufbahn warten, den er mit der Zweitligameisterschaft 1980 gewann.
Der Spieler wirkte als Stammspieler daran mit, bis er sich gegen Ende der Spielzeit den Knöchel brach. Borel erholte sich und konnte so in der Saison 1980/81 sein Erstligadebüt feiern. Dennoch schaffte er es nicht, sich erneut im Team zu etablieren und beendete 1982 nach 11 Erst- und 79 Zweitligaspielen mit 28 Jahren seine Laufbahn als Profifußballer. Anschließend arbeitete er für den Crédit Agricole, wo er bereits während seiner Verletzungspause durch Vermittlung seines Trainers Guy Roux mit der Ausbildung begonnen hatte.